# Свети Брандон
Свети Брандон (енгл. Saint Brandon), познатa и као Спруд Каргадос Карахос (шп. Cargados Carajos) су група 16 малих острва и гребена у Индијском океану североисточно од Маурицијуса. Острва имају укупну површину од 1,3 km². острва су део Маскаренских острва.
Ова група острва се може назвати атол.
Острво Албатрос, које се налази око 18 km северније, је географски засебно кораљно острво.
Острво Албатрос је највеће острво у групи са површином од око 101 ha.
Главно насеље се налази на острву Рафаел, на коме се налази приватна рибарска станица (са најмање 35 запослених који бораве на острву), обална стража и метеоролошка станица.
На неколико острва расту кокосови ораси.